# Federica di Meclemburgo-Strelitz
Federica di Meclemburgo-Strelitz (nome completo in tedesco: Friederike Karoline Sophie Alexandrine von Mecklenburg-Strelitz; Hannover, 3 marzo 1778 – Hannover, 29 luglio 1841) Duchessa di Cumberland e in seguito Regina di Hannover, fu la consorte di Ernesto Augusto I di Hannover, quinto figlio maschio ed ottavo dei figli di Giorgio III e della Regina Carlotta.
Nacque nell'Altes Palais di Hannover come quinta figlia femmina di Carlo II, Duca di Meclemburgo-Strelitz, e della sua prima moglie, Federica, figlia di Giorgio Guglielmo, Principe d'Assia-Darmstadt. Dalla nascita fino al suo primo matrimonio il suo titolo era Sua Altezza Serenissima Duchessa Federica di Meclemburgo, Principessa di Meclemburgo-Strelitz
Suo padre assunse il titolo di Granduca di Meclemburgo il 18 giugno 1815. La Duchessa Federica era nipote della sua futura suocera, la Regina Carlotta (in precedenza Duchessa Carlotta di Meclemburgo-Strelitz), poiché il suo ultimo marito era suo cugino di primo grado

## Infanzia
La madre di Federica morì il 22 maggio 1782 dopo aver partorito il suo decimo figlio. Due anni dopo (28 settembre 1784), suo padre si risposò con la sorella minore della sua defunta moglie, Carlotta d'Assia-Darmstadt, ma questa unione terminò appena un anno dopo, quando Carlotta morì delle complicanze derivanti dal parto il 12 dicembre 1785. Il due volte vedovo Duca Carlo si considerò incapace di dare alle sue figlie un'educazione adatta, così mandò Federica e le sue sorelle maggiori Carlotta, Teresa e Luisa dalla loro nonna materna, Maria Luisa Albertina di Leiningen-Dagsburg-Falkenburg, Principessa Vedova d'Assia-Darmstadt, chiamata Principessa Giorgio (in allusione al suo defunto marito, il secondo figlio maschio di Luigi VIII, Langravio d'Assia-Darmstadt). Era una persona cordiale e allegra e soprattutto affezionata a Luisa e Federica, le sorelle più giovani, le quali la consideravano l'unica madre che realmente avessero mai conosciuto. La scelta della Principessa Giorgio di un'insegnante svizzera, Salomé de Gélieu, si rivelò buona. Qualche tempo dopo, il Duca Carlo mandò anche i suoi due figli maschi sopravvissuti, il Principe Ereditario Giorgio e Carlo, per essere allevati dalla loro nonna.

## Primo matrimonio
Il 14 marzo 1793, le Principesse di Meclemburgo-Strelitz incontrarono "per caso" il prussiano Re Federico Guglielmo II al Teatro di Francoforte sul Meno. Rimase immediatamente sedotto dalla grazia e dal fascino di Federica e di sua sorella Luisa.

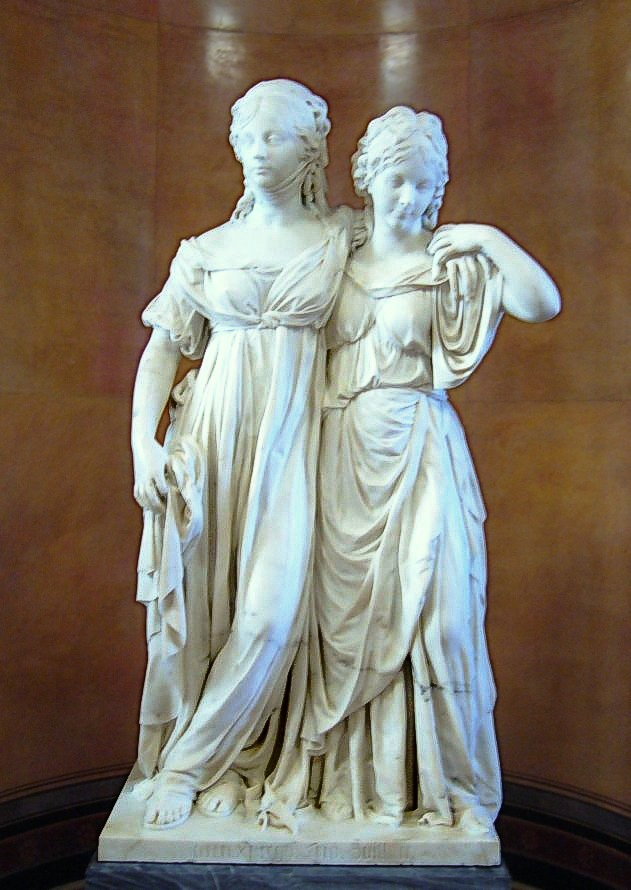
Famosa statua di Federica (a destra), con sua sorella Luisa dello scultore Schadow.

Alcune settimane dopo, il padre di Federica e Luisa cominciò le trattative per il matrimonio con il Re Prussiano: Luisa avrebbe sposato il Principe Ereditario Federico Guglielmo e Federica avrebbe seguito l'esempio con suo fratello minore Federico Luigi Carlo (chiamato Principe Luigi, nato il 5 novembre 1773).
Il doppio fidanzamento fu celebrato a Darmstadt il 24 aprile. Il 24 dicembre, Luisa e il Principe Ereditario furono uniti in matrimonio nel Palazzo Reale di Berlino; due giorni dopo, il 26 dicembre anche Federica e il Principe Luigi furono uniti in matrimonio nello stesso luogo. Al contrario di sua sorella, Federica non godette di un matrimonio felice. Suo marito preferiva la compagnia delle sue amanti e la trascurava completamente; in risposta, la moglie apparentemente umiliata, cominciò una relazione con lo zio di suo marito, il Principe Luigi Ferdinando, ma queste affermazioni non possono essere provate.
Nel 1795 Re Federico Guglielmo II nominò Luigi come Capo del Reggimento Dragoni nº 1, che era di stanza a Schwedt, e un anno dopo, il 23 dicembre 1796, egli morì di difterite. Federica e i suoi tre figli, di conseguenza, si trasferirono al Palazzo di Schönhausen, vicino a Berlino.
Nel 1797 lei e suo cugino, il Principe Adolfo, Duca di Cambridge, settimo figlio maschio di Re Giorgio III del Regno Unito e di sua moglie la Regina Carlotta (zia paterna di Federica), si fidanzarono ufficiosamente. Il Duca di Cambridge chiese il consenso del padre per il matrimonio, ma il Re, sotto pressione della moglie, rifiutò.

## Secondo matrimonio
Nel 1798 Federica rimase incinta. Il padre era il Principe Federico Guglielmo di Solms-Braunfels (nato il 22 ottobre 1770). Il Principe riconobbe la sua paternità e richiese la sua mano in matrimonio, una proposta che fu velocemente concessa per evitare scandali. Il 10 dicembre di quell'anno, la coppia si sposò a Berlino e subito si trasferì a Ansbach. Due mesi dopo, nel febbraio 1799, Federica partorì una bambina che visse solo otto mesi. Il Principe di Solms-Braunfels, deluso e amareggiato, riprese il suo vecchio stile di vita dissipata e divenne un alcolizzato. Nel 1805 si dimise dai suoi incarichi militari per "motivi di salute", e quindi perse i suoi introiti. Federica dovette mantenere la sua famiglia con le sue proprie risorse dopo che suo cognato, Re Federico Guglielmo III di Prussia, rifiutò di ripristinare la sua pensione annuale come Principessa Vedova di Prussia. Il maggiore dei cognati di Federica e capo della famiglia, il Principe Guglielmo Cristiano Carlo di Solms-Braunfels, le consigliò di divorziare con la sua piena approvazione. Lei e suo marito tuttavia rifiutarono.

## Terzo matrimonio
Nel maggio 1813, durante una visita a suo zio il Duca Carlo a Neustrelitz, il Principe Ernesto Augusto, Duca di Cumberland, quinto figlio maschio di Re Giorgio III del Regno Unito, conobbe e si innamorò di Federica. Il Duca Carlo chiarì a sua figlia che la sua separazione dal Principe di Solms-Braunfels era assolutamente logica, e che vedeva il suo matrimonio con un principe inglese come una grande opportunità per lei. Durante i mesi successivi Federica considerò le intenzioni di Ernesto Augusto ed i possibili effetti sulla propria situazione. Quando, dopo la vittoria degli alleati nella Battaglia di Lipsia, Ernesto Augusto trascorse alcuni giorni a Neustrelitz, fu accolto con entusiasmo. Qualche tempo dopo Federica chiese al Re Prussiano l'approvazione per il suo divorzio dal Principe di Solms-Braunfels. Tutte le parti concordarono, compreso il Principe di Solms-Braunfels, ma la sua morte improvvisa il 13 aprile 1814 precluse la necessità di un divorzio. La scomparsa del Principe fu ritenuta da alcuni come un po' troppo comoda, ed alcuni sospettarono che Federica lo avesse avvelenato. In agosto, il fidanzamento con Ernesto Augusto fu ufficialmente annunciato. Dopo che il Parlamento britannico diede la sua approvazione alle nozze, Federica ed Ernesto Augusto si sposarono il 29 maggio 1815 nella chiesa parrocchiale di Neustrelitz. Qualche tempo dopo, la coppia si recò in Gran Bretagna e si risposò nuovamente il 29 agosto 1815 a Carlton House a Londra.
La Regina Carlotta si oppose aspramente al matrimonio, anche se la sua futura nuora era anche sua nipote. Rifiutò di partecipare alle nozze e avvertì suo figlio di vivere fuori dall'Inghilterra con sua moglie. Federica non ottenne mai il favore di sua zia/suocera, che morì non riconciliata con lei nel 1818. Dal suo matrimonio con Ernesto Augusto, ebbe altri tre figli, di cui solo uno sopravvisse all'infanzia: un maschio, che sarebbe infine diventato Re Giorgio V di Hannover.

## Regina di Hannover

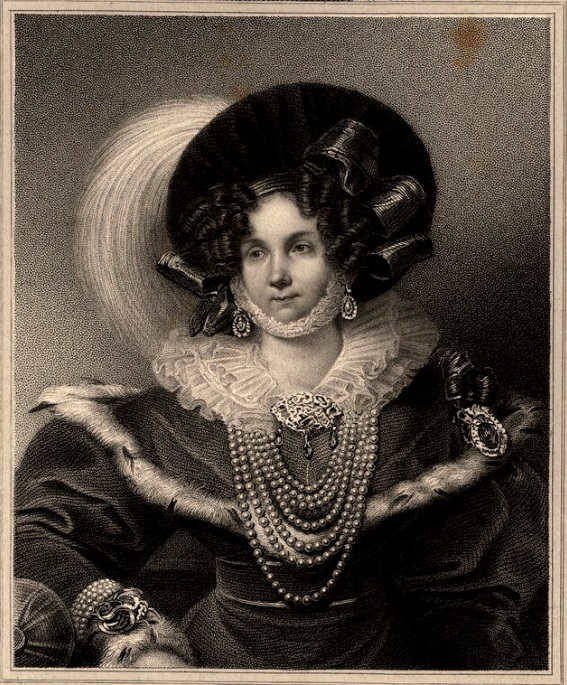
La Regina Federica di Hannover.

Il 20 giugno 1837 Re Guglielmo IV del Regno Unito ed Hannover morì senza figli. Sua erede era la Principessa Vittoria, unica figlia del Principe Edoardo Augusto, Duca di Kent, ma poiché l'Hannover era stato governato sotto la legge salica sin dai tempi del Sacro Romano Impero, ella non poté ereditare il trono hannoveriano. Il successivo discendente maschio dell'ultimo Re era il Duca di Cumberland, il marito di Federica, che diventò poi Re Ernesto Augusto I di Hannover, con Federica come sua regina consorte.
Dopo una breve malattia, la Regina Federica di Hannover morì nel 1841 ad Hannover. L'architetto di corte Georg Ludwig Friedrich Laves fu incaricato dal Re di costruire un mausoleo per sua moglie e per lui nel giardino della Cappella del Palazzo di Herrenhausen. Diede anche ordini per la trasformazione di una piazza centrale, vicino al Leineschloss, e rinominarla Friederikenplatz in suo onore.

## Titoli e stile
- 3 marzo 1778 – 26 dicembre 1793: Sua Altezza Serenissima Duchessa Federica di Meclemburgo, Principessa di Meclemburgo-Strelitz
- 26 dicembre 1793 – 10 dicembre 1798: Sua Altezza Reale Principessa Federico Luigi di Prussia
- 10 dicembre 1798 – 29 agosto 1815: Sua Altezza Serenissima Principessa Federico Guglielmo di Solms-Braunfels
- 29 agosto 1815 – 29 giugno 1841: Sua Altezza Reale La Duchessa di Cumberland e Teviotdale
- 20 giugno 1837 – 29 giugno 1841: Sua Maestà La Regina di Hannover

## Figli
| Nome | Nascita           | Morte             | Note                                                                  |
| --- | ----------------- | ----------------- | --------------------------------------------------------------------- |
| Dal Principe Federico Luigi di Prussia (sposato il 29 dicembre 1793; morto il 23 dicembre 1796)                          |                   |                   |                                                                       |
| Principe Federico Guglielemo Luigi                                                                                       | 30 ottobre 1794   | 27 luglio 1863    | sposò nel 1817, la Principessa Luisa di Anhalt-Bernburg               |
| Principe Federico Guglielmo Carlo Giorgio di Prussia                                                                     | 26 settembre 1795 | 6 aprile 1798     |                                                                       |
| Principessa Federica Guglielmina Luisa Amalia di Prussia                                                                 | 30 settembre 1796 | 1º gennaio 1850   | sposò nel 1818, Leopoldo IV, Duca di Anhalt                           |
| Da Federico Guglielmo, Principe di Solms-Braunfels (sposato il 10 dicembre 1798; morto il 13 aprile 1814)                |                   |                   |                                                                       |
| Principessa Sofia di Solms-Braunfels                                                                                     | 27 febbraio 1799  | 20 ottobre 1799   |                                                                       |
| Principe Federico Guglielmo di Solms-Braunfels                                                                           | 11 settembre 1800 | 14 settembre 1800 |                                                                       |
| Principe Federico Guglielmo Enrico Casimiro Giorgio Carlo Massimiliano di Solms-Braunfels                                | 13 dicembre 1801  | 12 settembre 1868 | sposò nel 1831, la Contessa Maria Kinsky di Wchinitz e Tettau         |
| Principessa Augusta Luisa Teresa Matilde di Solms-Braunfels                                                              | 25 luglio 1804    | 8 ottobre 1865    | sposò nel 1827, Alberto, Principe di Schwarzburg-Rudolstadt           |
| Figlia senza nome | 1805              | 1805              | nata morta                                                            |
| Principe Alessandro Federico di Solms-Braunfels                                                                          | 12 marzo 1807     | 20 febbraio 1867  | sposò nel 1863, la Principessa Luisa di Landsberg-Velen               |
| Principe Federico Guglielmo Luigi Giorgio Carlo Alfredo Alessandro di Solms-Braunfels                                    | 27 luglio 1812    | 13 novembre 1875  | sposò nel 1845, la Principessa Sofia di Löwenstein-Wertheim-Rosenberg |
| Dal Principe Ernesto Augusto, Duca di Cumberland (poi S.M. Re Ernesto Augusto I di Hannover) (sposato il 29 maggio 1815) |                   |                   |                                                                       |
| Principessa Federica di Cumberland                                                                                       | 27 gennaio 1817   | 27 gennaio 1817   | nata morta                                                            |
| Figlia senza nome | aprile 1818       | aprile 1818       | nata morta                                                            |
| Giorgio V di Hannover | 27 maggio 1819    | 12 giugno 1878    | sposò nel 1843, Maria di Sassonia-Altenburg; ebbe figli               |

## Ascendenza
|                                                                 |                                         |                                                                             | Genitori                                                   |  |  | Nonni |  |  | Bisnonni                                         |  |  | Trisnonni                                       |  |
|                                                                 |                                         |                                                                             |                                                            |  |  |       |  |  | Adolfo Federico II, Duca di Meclemburgo-Strelitz |  |  | Adolfo Federico I, Duca di Meclemburgo-Schwerin |  |
|                                                                 |                                         |                                                                             |                                                            |  |  |       |  |  | Adolfo Federico II, Duca di Meclemburgo-Strelitz |  |  | Adolfo Federico I, Duca di Meclemburgo-Schwerin |  |
|                                                                 |                                         | Duchessa Maria Caterina di Brunswick-Dannenberg                             |                                                            |  |  |       |  |  | Adolfo Federico II, Duca di Meclemburgo-Strelitz |  |  |                                                 |  |
| Duca Carlo Luigi Federico di Meclemburgo, Principe di Mirow     |                                         |                                                                             |                                                            |  |  |       |  |  | Adolfo Federico II, Duca di Meclemburgo-Strelitz |  |  |                                                 |  |
|                                                                 |                                         | Principessa Cristiana Emilia di Schwarzburg-Sondershausen                   | Cristiano Guglielmo, Principe di Schwarzburg-Sondershausen |  |  |       |  |  |                                                  |  |  |                                                 |  |
|                                                                 |                                         | Principessa Cristiana Emilia di Schwarzburg-Sondershausen                   | Cristiano Guglielmo, Principe di Schwarzburg-Sondershausen |  |  |       |  |  |                                                  |  |  |                                                 |  |
|                                                                 |                                         | Principessa Cristiana Emilia di Schwarzburg-Sondershausen                   | Contessa Antonia Sibilla di Barby-Mühlingen                |  |  |       |  |  |                                                  |  |  |                                                 |  |
| Carlo II, Duca di Meclemburgo-Strelitz                          |                                         | Principessa Cristiana Emilia di Schwarzburg-Sondershausen                   |                                                            |  |  |       |  |  |                                                  |  |  |                                                 |  |
|                                                                 |                                         | Ernesto Federico I, Duca di Sassonia-Hildburghausen                         | Ernesto, Duca di Sassonia-Hildburghausen                   |  |  |       |  |  |                                                  |  |  |                                                 |  |
|                                                                 |                                         | Ernesto Federico I, Duca di Sassonia-Hildburghausen                         | Ernesto, Duca di Sassonia-Hildburghausen                   |  |  |       |  |  |                                                  |  |  |                                                 |  |
|                                                                 |                                         | Ernesto Federico I, Duca di Sassonia-Hildburghausen                         | Contessa Sofia Enrichetta di Waldeck                       |  |  |       |  |  |                                                  |  |  |                                                 |  |
| Principessa Elisabetta Albertina di Sassonia-Hildburghausen     |                                         | Ernesto Federico I, Duca di Sassonia-Hildburghausen                         |                                                            |  |  |       |  |  |                                                  |  |  |                                                 |  |
|                                                                 |                                         | Contessa Sofia Albertina di Erbach-Erbach                                   | Giorgio Luigi I, Conte di Erbach-Erbach                    |  |  |       |  |  |                                                  |  |  |                                                 |  |
|                                                                 |                                         | Contessa Sofia Albertina di Erbach-Erbach                                   | Giorgio Luigi I, Conte di Erbach-Erbach                    |  |  |       |  |  |                                                  |  |  |                                                 |  |
|                                                                 |                                         | Contessa Sofia Albertina di Erbach-Erbach                                   | Contessa Amalia Caterina di Waldeck                        |  |  |       |  |  |                                                  |  |  |                                                 |  |
| Duchessa Federica di Meclemburgo-Strelitz                       |                                         | Contessa Sofia Albertina di Erbach-Erbach                                   |                                                            |  |  |       |  |  |                                                  |  |  |                                                 |  |
|                                                                 | Luigi VIII, Langravio d'Assia-Darmstadt | Ernesto Luigi, Langravio d'Assia-Darmstadt                                  |                                                            |  |  |       |  |  |                                                  |  |  |                                                 |  |
|                                                                 | Luigi VIII, Langravio d'Assia-Darmstadt | Ernesto Luigi, Langravio d'Assia-Darmstadt                                  |                                                            |  |  |       |  |  |                                                  |  |  |                                                 |  |
|                                                                 | Luigi VIII, Langravio d'Assia-Darmstadt | Margravia Dorotea Carlotta di Brandeburgo-Ansbach                           |                                                            |  |  |       |  |  |                                                  |  |  |                                                 |  |
| Langravio Principe Giorgio Guglielmo d'Assia-Darmstadt          | Luigi VIII, Langravio d'Assia-Darmstadt |                                                                             |                                                            |  |  |       |  |  |                                                  |  |  |                                                 |  |
|                                                                 |                                         | Contessa Carlotta di Hanau-Lichtenberg                                      | Giovanni Reinardo III, Conte di Hanau-Lichtenberg          |  |  |       |  |  |                                                  |  |  |                                                 |  |
|                                                                 |                                         | Contessa Carlotta di Hanau-Lichtenberg                                      | Giovanni Reinardo III, Conte di Hanau-Lichtenberg          |  |  |       |  |  |                                                  |  |  |                                                 |  |
|                                                                 |                                         | Contessa Carlotta di Hanau-Lichtenberg                                      | Margravia Dorotea Federica di Brandeburgo-Ansbach          |  |  |       |  |  |                                                  |  |  |                                                 |  |
| Principessa Federica d'Assia-Darmstadt                          |                                         | Contessa Carlotta di Hanau-Lichtenberg                                      |                                                            |  |  |       |  |  |                                                  |  |  |                                                 |  |
|                                                                 |                                         | Conte Cristiano Carlo Reinardo di Leiningen-Dachsburg-Falkenburg-Heidesheim | Giovanni, Conte di Leiningen-Dagsburg-Falkenburg           |  |  |       |  |  |                                                  |  |  |                                                 |  |
|                                                                 |                                         | Conte Cristiano Carlo Reinardo di Leiningen-Dachsburg-Falkenburg-Heidesheim | Giovanni, Conte di Leiningen-Dagsburg-Falkenburg           |  |  |       |  |  |                                                  |  |  |                                                 |  |
|                                                                 |                                         | Conte Cristiano Carlo Reinardo di Leiningen-Dachsburg-Falkenburg-Heidesheim | Contessa Giovanna Maddalena di Hanau-Lichtenberg           |  |  |       |  |  |                                                  |  |  |                                                 |  |
| Contessa Maria Luisa Albertina di Leiningen-Dagsburg-Falkenburg |                                         | Conte Cristiano Carlo Reinardo di Leiningen-Dachsburg-Falkenburg-Heidesheim |                                                            |  |  |       |  |  |                                                  |  |  |                                                 |  |
|                                                                 |                                         | Contessa Caterina Polissena di Solms-Rödelheim e Assenheim                  | Conte Ludovico di Solms-Rödelheim                          |  |  |       |  |  |                                                  |  |  |                                                 |  |
|                                                                 |                                         | Contessa Caterina Polissena di Solms-Rödelheim e Assenheim                  | Conte Ludovico di Solms-Rödelheim                          |  |  |       |  |  |                                                  |  |  |                                                 |  |
|                                                                 |                                         | Contessa Caterina Polissena di Solms-Rödelheim e Assenheim                  | Contessa Carlotta Sibilla di Ahlefeld                      |  |  |       |  |  |                                                  |  |  |                                                 |  |
|                                                                 |                                         | Contessa Caterina Polissena di Solms-Rödelheim e Assenheim                  |                                                            |  |  |       |  |  |                                                  |  |  |                                                 |  |